# Pupput
Pupput, également orthographiée Putput, Pudput, Pulpud et Pulpite en latin, parfois localisée à Souk el-Obiod ou Souk el-Abiod (arabe : أبيض soit « marché blanc »), est une colonie romaine correspondant à un ensemble de sites archéologiques tunisiens situés sur la côte, dans le sud de l'agglomération d'Hammamet, entre les oueds Temad (ou el-Thimad) au nord et Moussa au sud.

## Histoire
Cette région agricole, densément occupée dans l'Antiquité, est probablement habitée dès le Ve siècle av. J.-C. par les Berbères et les Carthaginois (sanctuaire et inscription à Thinissut par exemple), mais aucun vestige punique ne semble avoir été signalé sur les sites de Pupput même.
D'un simple vicus du territoire de Carthage sous Antonin le Pieux, Pupput accède au rang de colonie honoraire sous l'empereur Commode, entre 185 et 192, sans doute grâce au jurisconsulte Lucius Salvius Iulianus. Selon une dédicace à Licinius datant du début du IVe siècle et conservée au musée national du Bardo, le nom romain de la ville est Colonia Aurelia Commoda Pia Felix Augusta Pupput.

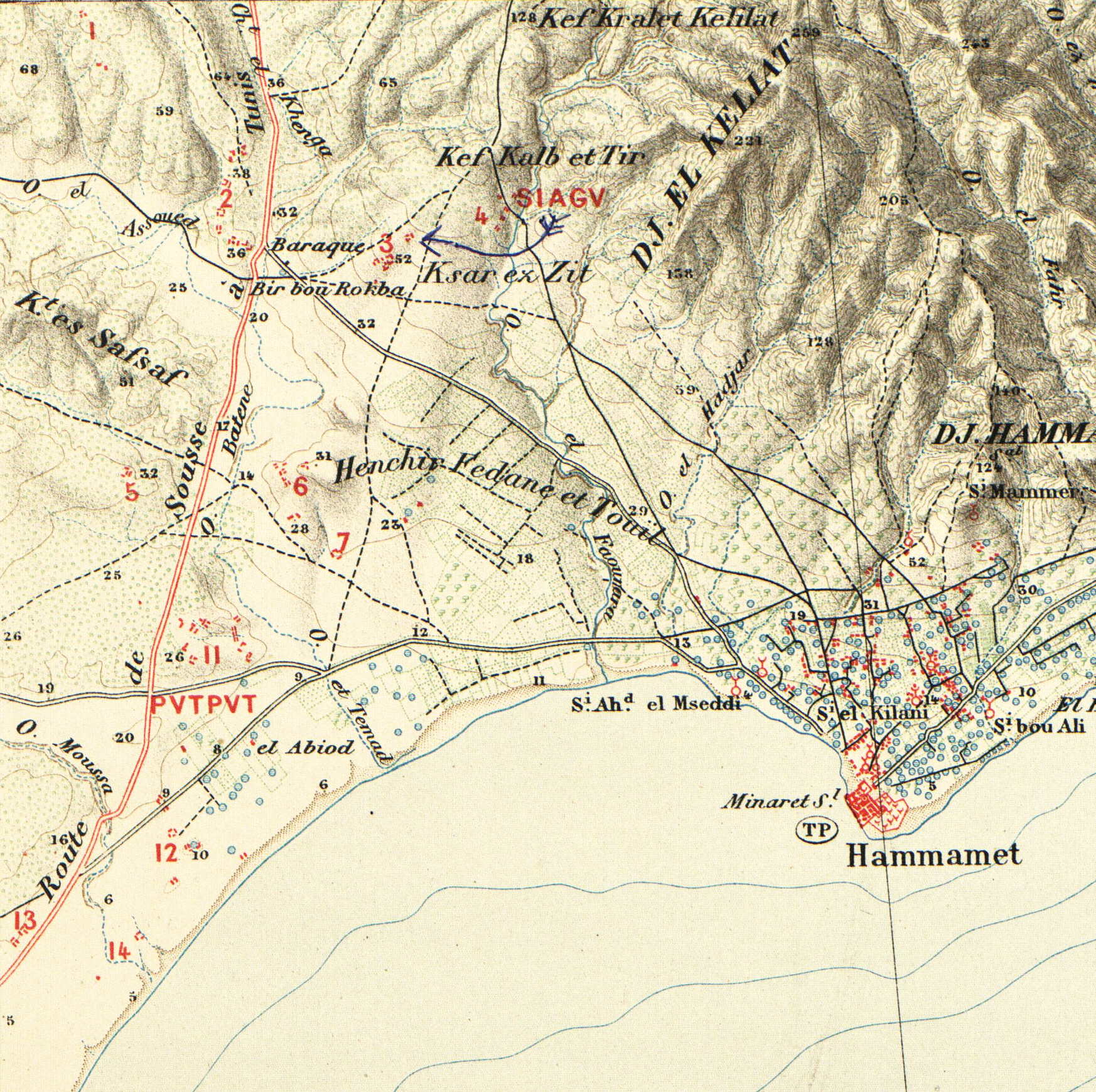
Extrait de lAtlas archéologique de la Tunisie (1892), sites 11-12 et 14.

L'agglomération appartient à la Byzacène (province civile) et à la Proconsulaire (province ecclésiastique). Pour expliquer cela, certains auteurs, comme Noël Duval, ont envisagé des variations de frontières et une « conurbation » avec Siagu (Ksar Ezzit, dans l'est de l’agglomération de Bir Bouregba), située en Proconsulaire, à quelques kilomètres au nord
Elle serait redevenue vicus dans l'Antiquité tardive, le siège épiscopal étant signalé dans les listes d'évêques de 411 (donatiste et catholique), 484, 525 et 646.
Après les périodes vandale et byzantine, la région, comme l'ensemble de la Tunisie, passe sous domination arabe à la fin du VIIe siècle. Le centre urbain se déplace alors plus au nord-est, où est fondée la ville d'Hammamet, auprès des thermes (comme son nom l'indique), à l'emplacement de la médina.
Les constructions antiques de Souk el-Obiod semblent avoir été abandonnées à partir de cette dernière réimplantation.

## Vestiges

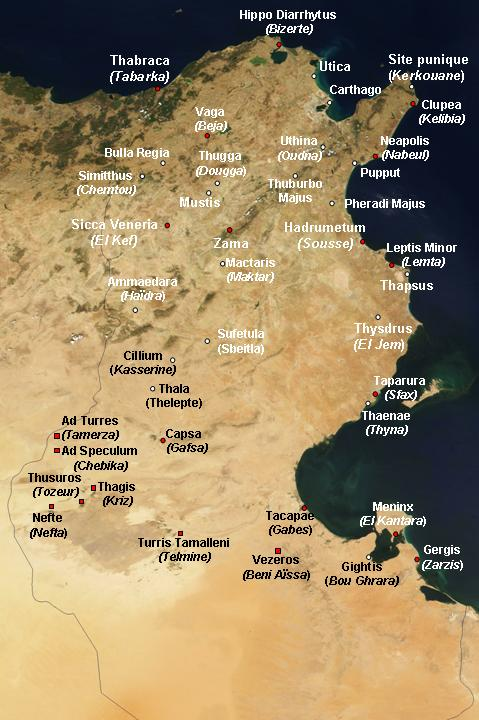
Site de Pupput au nord-est de la Tunisie.

Les sites archéologiques sont localisés dans la zone touristique d'Hammamet Sud.
Les auteurs du XIXe siècle mentionnent la présence d'installations hydrauliques (dont un aqueduc venant de l'oued el-Faouara, vers Siagu), d'un capitole, d'un théâtre et d'un amphithéâtre. Ce dernier a été redécouvert lors de fouilles d'urgence, mais de nombreux vestiges ont disparu, entre autres en raison de l'importante urbanisation de la zone.
Parmi les vestiges sauvegardés par l'Institut national du patrimoine depuis les années 1960 figurent des adductions d'eau, des réservoirs, des demeures et d'autres édifices, pavés en général de mosaïques, mais surtout des thermes romains.
La découverte, à 300 mètres du site des habitations de Pupput, de la plus grande nécropole romaine d'Afrique pallie la rareté des textes et éclaire d'un jour nouveau le passé de la cité.

## Éléments
La maison au triclinium noir et blanc est typique des maisons de l'Afrique romaine, avec un péristyle centré autour d'un viridarium entouré d'une colonnade et garni d'un bassin-fontaine ; au nord du portique se trouvent deux espaces dont la salle à manger pavée d'une mosaïque noir et blanc.
Le monument du satyre et de la ménade est quant à lui articulé autour d'un long corridor au nord duquel se situent une série d'appartements indépendants, dont certains sont pavés de mosaïques, notamment une mosaïque géométrique polychrome avec une scène de satyre et ménades.
De son côté, la maison dite au péristyle figuré, organisée autour d'un péristyle, possède des chambres pavées de mosaïques à décors géométriques et floraux polychromes ; la mosaïque de la cour reproduit au sol l'ombre portée par les colonnes du portique qui l'environnent, d'où le nom de portique figuré. Un complexe thermal est annexé à cette demeure.
La maison dite du viridarium à niches tire son nom des niches semi-circulaires de la cour centrale.
Les thermes de dimensions moyennes n'ont vu que leur frigidarium et leur palestre dégagés alors que la basilique a disparu sous les fondations d'un hôtel, seule une mosaïque tombale ayant été sauvée par l'Institut national du patrimoine.

### Fouilles archéologiques
- Aïcha Ben Abed-Ben Khedher, « Les maisons de Pupput (Tunisie) », CRAI, vol. 150, no 1,‎ 2006, p. 509–534 (lire en ligne, consulté le 4 janvier 2023).
- Aïcha Ben Abed et Marc Griesheimer, « Fouilles de la nécropole romaine de Pupput (Tunisie) », CRAI, vol. 145, no 1,‎ 2001, p. 553–592 (lire en ligne, consulté le 4 janvier 2023).
- Aïcha Ben Abed-Ben Khedher et Marc Griesheimer (dir.), La nécropole romaine de Pupput, Rome, École française de Rome, coll. « École française de Rome » (no 323), 2004, 242 p. (ISBN 2-7283-0691-5).
- Aïcha Ben Abed, Michel Bonifay et Marc Griesheimer, « L'amphore maurétanienne de la station 48 de la place des Corporations, identifiée à Pupput (Hammamet, Tunisie) », Antiquités africaines, no 35,‎ 1999, p. 169–175 (ISSN 0066-4871, lire en ligne, consulté le 4 janvier 2023).
- Aïcha Ben Abed et Noël Duval, « Les mosaïques funéraires d'une église de Pupput (Hammamet, Tunisie) », Antiquités africaines, no 33,‎ 1997, p. 165–190 (ISSN 0066-4871, lire en ligne, consulté le 4 janvier 2023).

### Notices et références courantes
- « Pupput (Souk el-Abiadh), Siagu (camp militaire de Ksar ez-Zit) et Thinissut (environs de Bir Bou Rekba ?) », dans Jehan Desanges, Noël Duval, Claude Lepelley et al. (dir.), Carte des routes et des cités de l'est de l'Africa à la fin de l'Antiquité : nouvelle édition de la carte des voies romaines de l'Afrique du Nord conçue en 1949, d'après les tracés de Pierre Salama, Turnhout, Brepols, 2010 (ISBN 978-2-503-51320-1), p. 196–197, 207-208 et 252-253 avec bibliographie (Bibliothèque de l'Antiquité tardive, 17).
- (fr + ar) Samir Aounallah et N. Bertegi (prospection), « Hammamet », dans Sadok Ben Baaziz puis Mustapha Khanoussi (dir.), Carte nationale des sites archéologiques et des monuments historiques, Tunis, Institut national du patrimoine, feuille 037, carte imprimée après 2000.
- « Hammamet », dans Gabriel Camps (dir.), Encyclopédie berbère, vol. 22 : Hadrumetum – Hidjaba, Aix-en-Provence, Édisud, 2000 (ISBN 2-7449-0127-X, lire en ligne), p. 3355–3356.
- Victor Guérin, Voyage archéologique dans la régence de Tunis, t. 2, Paris, Henri Plon, 1862, 395 p. (lire en ligne), p. 261–262.
- Claude Lepelley, Les Cités de l'Afrique romaine au bas-empire, t. 2 : Notices d'histoire municipale, Paris, Études augustiniennes, 1981, 609 p. (ISBN 978-2-851-21032-6), p. 302.
- Paul Gauckler (dir.), Enquête sur les installations hydrauliques romaines en Tunisie, t. IV : Rapport sur l’adduction des eaux dans les villes romaines de Siagu et de Pupput, Tunis, Louis Nicolas, 1900 (avec les rapports de Désiré Bordier et d'Auguste-Antoine du Paty de Clam).
- Ernest Babelon, René Cagnat et Salomon Reinach, « Hammamet », dans Atlas archéologique de la Tunisie au 1/50 000, Paris, Ernest Leroux, 1892 (lire en ligne), feuille 39 [XXXVII], site n°[11-12 et] 14.
- Charles Tissot, Exploration scientifique de la Tunisie : géographie comparée de la province romaine d'Afrique, t. II : Chorographie : réseau routier, Paris, Imprimerie nationale, 1888, 868 p. (lire en ligne), p. 131–132.

### Contexte scientifique
- Pascal Mongne, Archéologie : vingt ans de recherches françaises dans le monde, Paris, Maisonneuve et Larose, 2005, 734 p. (ISBN 978-2-706-81873-8, lire en ligne), p. 260–262.